# Lista över borgmästare i Eskilstuna
Detta är en lista över staden Eskilstunas borgmästare. 
Åren 1659–1832 hade Torshälla och Eskilstuna gemensam borgmästare.

## Borgmästare i Eskilstuna
Borgmästare i Eskilstuna stad före 1971.

### Borgmästare
| Ämbetstid | Namn                     | Levnadstid | Övrigt |
| --------- | ------------------------ | ---------- | ------ |
| 1701      | Jonas Krank              | 1645–1704  |        |
| 1731–     | Göran Fredrik Björnström | 1701–      |        |
| 1737–1753 | Wilhelm Gottlieb Falcken | 1693–1753  |        |
| 1754–1784 | Johan Fredrik Björnström | 1726–1796  |        |
| 1796–1810 | Johan Betulander         | 1733–1810  |        |
| 1811–1832 | Johan Abraham Andberg    | 1777–1832  | -      |
| 1833–1881 | Sven August Hallström    | 1802–1881  |        |
| 1898–1932 | Carl von Friesendorff    | 1865–1951  |        |
| 1932–1950 | Edgar Rosander           | 1896–1978  |        |
| 1950–1970 | Henrik Nyman             | 1908–1974  |        |